# Гюнтер Ванд
Гюнтер Ванд (нім. Günter Wand; нар. 17 січня 1912, Ельберфельд, Німеччина — пом. 14 лютого 2002, Ульміц, Швейцарія) — німецький диригент.

## Біографія
Навчався в Вупперталіі, Ольштині та Детмольді. В Кельнській консерваторії вивчав композицію у Філіпа Ярнаха і фортепіано у Пауля Баумгартнера. В Мюнхені вивчав диригування у Франца фон Хосліна (нім. Franz von Hoeßlin), але значною мірою як диригент був самоучкою. У 1939 році став першим капельмейстером в Кельнської опері. Кельну диригент присвятив 35 років життя. Протягом 1945—1975 років він очолював Гюрценіх-оркестр в Кельні, в 1946 році був обраний музичним директором міста. В цей час він приділяв велику увагу музиці сучасних композиторів — Олів'є Мессіана, Едгара Вареза, Дьордь Лігеті, Бернда Алоїса Циммермана та інших.
Віддаючи багато сил і часу Гюрценіх-оркестру, Ванд, тим не менш, достатньо багато гастролював і виступав з різними оркестрами, серед яких Оркестр Паризької консерваторії, Лондонський симфонічний, Празький симфонічний, Національний оркестр в Мадриді, Мюнхенський філармонічний, Берлінський філармонічний оркестр. У 1959 році Ванд став першим диригентом Західної Німеччини, запрошеним після Другої світової війни до СРСР.
У 1974 році Гюнтер Ванд записав з оркестром Кельнського радіо П'яту симфонію Брукнера. Цей запис привернув до себе велику увагу і отримав дуже високу оцінку, ставши першим в комплекті записів всіх дев'яти симфоній Брукнера, здійснених диригентом. У 1982—1991 роках він керував Симфонічним оркестром Північнонімецького радіо і в 1987 році був названий почесним диригентом цього колективу. У 1989 році дебютував в США з Чиказьким симфонічним оркестром.
На пізньому етапі своєї кар'єри Ванд скоротив свій репертуар і присвятив себе переважно Брукнеру, Бетховену, Брамсу і Шуберту. Його інтерпретації відрізнялися строгістю і вірністю партитурі.